# Tasiocera semiermis
Tasiocera semiermis är en tvåvingeart som beskrevs av Alexander 1932. Tasiocera semiermis ingår i släktet Tasiocera och familjen småharkrankar. Inga underarter finns listade i Catalogue of Life.